# Mihovec
Mihovec je naselje v Občini Novo mesto.